# チャープパルス増幅

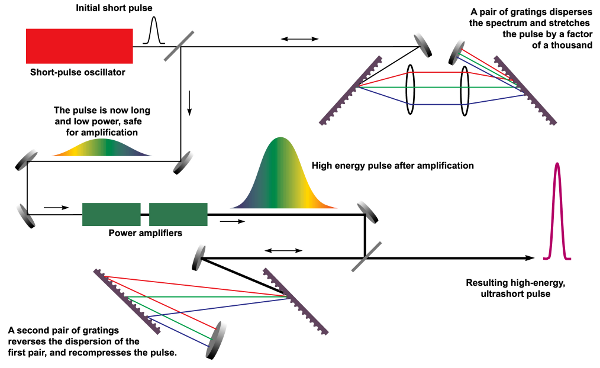
チャープパルス増幅の構成図

チャープパルス増幅（チャープパルスぞうふく、英: Chirped pulse amplification, CPA）とは、ペタワットにも及ぶ高出力の超短パルスレーザーを、時間的および周波数的に引き伸ばされたスペクトルを持つレーザーパルスを元に増幅する手法である。
CPA はラザフォード・アップルトン・ラボラトリーのセントラル・レーザー施設に設置されたバルカンレーザー、ネブラスカ大学リンカーン校のディオクレスレーザー、大阪大学レーザー科学研究所の激光XII号レーザー、ロチェスター大学レーザーエネルギー研究所のオメガEPレーザー、ローレンス・リバモア国立研究所のノバレーザー（解体済）など、国立点火施設の ≈500 TW レーザーをのぞく、出力がおおよそ100テラワットを超える世界最高出力級のレーザーの全てで用いられている最先端技術である。これらの最先端研究施設の他にも、ピーク出力10~100ギガワットのチタンサファイアレーザーベースの CPA システムが商業販売されている。

## 背景
チャープパルス増幅は、元々はレーダーの出力限界を押し上げるために1960年に発明された技術である。CPA がロチェスター大学のドナ・ストリックランドとジェラール・ムルにより初めてレーザーに応用されたのは1980年代中頃のことで、二人はこの業績により2018年ノーベル物理学賞を受賞している 。それ以前のレーザーパルスのピーク出力は、ギガワット毎平方センチメートル程度の放射照度を超えるとレーザー媒質が自己収束をはじめとする非線形光学現象によって損傷してしまうために制限されていた。例えば、世界最高出力級の圧縮 CPA レーザービームの放射照度は収束前の大開口状態でも 700 GW/cm2 を超えることがあるが、この強度のレーザーが空気中もしくはレーザー媒質中を伝播したならば、一瞬のうちに自己収束を起こしてプラズマを形成するかフィラメント伝播を起こしてしまい、どちらにせよ元のビームの望ましい性質が失われてしまううえ、逆反射によりレーザー発振器を破壊してしまうこともありうる。非線形光学現象の起こる放射照度を超えないようにしながらレーザーパルスを発振させるためには、レーザー発振器を大規模で高価なものにせざるをえず、非常に大規模なマルチビーム施設でさえもレーザーパルスのピーク出力は数百ギガワットからテラワット級に限られてしまう。
これに対して、CPA において超短パルスレーザーは、パルスストレッチャーと呼ばれる低周波数成分が高周波数成分よりも短い距離を伝播するように構成された1対の回折格子を通され、レーザー媒質へ入射される前に時間的に引き伸ばされる。パルスストレッチャーを通った後のレーザーパルスは正のチャープ、すなわち時間的に高周波成分が低周波成分の後に来るような変調を受け、元のパルス長よりも千倍から十万倍の長さへ引き伸ばされる。
この引き伸ばされたパルスの放射照度は先述したような限界を大きく下回るため、レーザー媒質へ安全に入射させることができ、かつ数百倍以上の強度へと増幅することができる。最終的に、増幅されたレーザーパルスは引き伸ばし時と逆の過程を経ることにより元々のレーザーパルス幅へと圧縮され、CPA の発明以前に可能であったピーク出力を何桁も上まわるピーク出力を達成することができる。
CPA の発明により、ピーク出力の増強に加えてレーザーシステムの小型化も達成された。CPA を用いるレーザーシステムのうち最も大きい部分はパルス圧縮部である。CPA 技術により、卓上サイズでテラワットレーザー（典型的には1ピコ秒のパルス幅に1ジュールのエネルギーを圧縮できる）を作成可能である。

## パルスストレッチャーおよびパルスコンプレッサーの設計
パルスストレッチャーおよびパルスコンプレッサーの構成方法は数種類存在する。しかし、典型的なチタンサファイアレーザーベースのチャープパルス増幅器は数百ピコ秒のパルス幅を要求するため、周波数成分ごとに 10 cm の光路差を生み出す必要がある。これだけの光路差を生み出すための最も現実的な方法は回折格子を用いる方法である。パルスストレッチャーおよびパルスコンプレッサーは、分散により特徴づけられる。「負の分散」により、光は高周波（短波長）成分よりも低周波（長波長）成分のほうが長い時間を書けて伝播するようになる。「正の分散」ならばその逆となる。CPA に用いられるパルスストレッチャーとパルスコンプレッサーの分散は、足してゼロになることが要求される。実用上の理由により、高出力なパルスコンプレッサーの側が負の分散を、低出力なパルスストレッチャーの側が正の分散をもつよう設計されることが多い。
光学機器の分散は周波数成分ごとの時間遅れ {\displaystyle \tau (\omega )}として表される。シードレーザーからパルスコンプレッサーまでの一連の構成部分のそれぞれ全てが分散を持つ。パルス幅をおよそ100フェムト秒よりも短くするためにパルスストレッチャーおよびパルスコンプレッサーを調整することは難しく、追加の分散性構成要素が必要となる場合がある。

### 回折格子

図 1: 回折格子を用いた、負の分散を持つパルスコンプレッサーの構成図。短波長（青）の光最も短い時間で出てくる。

図 1 に最も単純な回折格子配置を示す。この配置では、光の長波長成分が短波長成分よりも長い距離を伝播する（分散が負である）。図 1 では2つの回折格子にそれぞれ2回ずつ光が当たるが、鏡を追加し、回折格子を1つにして4回当たるような構成にすることも多い。この構成には透光性の部材がなく、放射照度の強いパルスを扱う際に有害な作用が起こりづらいため、通常パルスコンプレッサーとして用いられる。分散の値は二つの回折格子の距離により調整することができる。

図 2: 回折格子を用いたパルスストレッチャーの構成図。 この場合、 ,であり分散は正である。すなわち、長波長成分（赤）の方が短い時間で出てくる。

図 2 に回折格子の他に集光部材（図中ではレンズ）を用いたより複雑な構成図を示す。レンズは互いに距離 {\displaystyle 2f}で設置され（したがって 1:1 望遠鏡として働き）、回折格子とは距離 {\displaystyle L} で設置される。{\displaystyle L<f}の場合、正の分散をもつパルスストレッチャーとして、{\displaystyle L>f} の場合は負の分散をもつパルストレッチャーとして働く。{\displaystyle L=f} とした構成はフェムト秒パルス整形に用いられる。通常、集光部材としてはレンズではなく球面鏡もしくは円筒鏡が用いられる。図 1 の構成と同様に、鏡を追加して回折格子を1つにした構成にすることも可能である。この構成では、ビーム直径が望遠鏡長さにくらべて非常に小さいことが要求される。この条件が満たされない場合、望ましくない収差の原因となる。このため、放射照度が低く小さな直径にコリメートすることが容易なシードレーザーの引き伸ばしに通常は用いられる。

### プリズムを用いた設計

図 3: プリズムストレッチャー。この構成では分散は正である。各波長成分は非常に異なる経路を伝播しているように見えるが、色分けされた分散パルス図が示すように、各波長成分ごとの実効光路差は比較的小さい。

図3に示すように、分散素子として回折格子ではなくプリズムを用いる設計も可能である。このような単純な変更ではあるが、1次の群遅延分散が無いなど、その振舞いは大きく変化する。プリズムの幾何構成および物性により、分散は正にも負にもなりうる。図2と似た構成により、レンズを用いて分散の符号を反転させることも可能である。分散素子間の距離が一定の条件下では、プリズムは回折格子に比して分散がはるかに小さい。プリズムと回折格子は高次の分散を補正するために組み合わせて用いられることもあるが、その場合の素子間の距離はプリズムでは10 m のオーダーであるのに対し回折格子では 50 cm である。Gratings lose power into the other orders while prisms lose power due to Rayleigh scattering.

### チャープパルスの位相共役
{\displaystyle N} 基のフェムト秒パルス整形レーザー増幅器から出力されるチャープパルスを位相共役鏡を用いて位相同期することによって、輝度を {\displaystyle N^{2}}に向上させることがある。縮退4光波混合カー位相共役が関連する。

### その他の手法
その他にもパルスの引き伸ばし・圧縮に用いることのできる手法はあるが、分散の量が限定されていたり、高強度パルスを扱うことが不可能であったりするため、CPA における主パルスストレッチャーおよびパルスコンプレッサーとしての利用には向いていない。
- 例えば200 mm 厚のガラス板など、厚みのある透明物質でできた板材の内部に光を通すだけでもパルスを引き伸ばすことができる。しかし、プリズムの場合と同様、物理的に実現可能な形状の範囲内で達成できる分散は限られてしまう。可視光領域以では、正の分散を持つ材料と負の分散を持つ材料がどちらも存在するが、可視光および近赤外線の波長領域では、透明物質のほとんど全ては正の分散を持つ。しかし、ガラスファイバーならば必要な分散を持つように調整することが可能である。
- 一対のチャープミラー（英語版）間で1回もしくは複数回反射させることにより、もしくは類似の光学学素子により任意の形のチャープ変調をかけることが可能である。高次の分散補正を行うための別手法と組み合わせて用いられることが多い。
- Dazzler という商用の音響光学パルス整形器（英語版）が存在し、音波により光波を回折させることによりパルス整形を行うことができる。音波のタイミング、周波数、振幅を調整することにより、任意の分散関数を最大数ピコ秒程度の遅延で実現することが可能である。
- 位相シフトマスクを図2のパルスストレッチャーの焦点面に設置し、分散を追加することが可能である。LCDアレーを位相シフトマスクとして利用することにより、ピクセル単位で印加電圧を調整して位相シフト量を調整することも可能である。これにより、最大で数十ピコ秒程度の遅れで任意の分散関数を実現することが可能である。このような構成はパルス整形器と呼ばれる。